# Lucanus singularis
Lucanus singularis là một loài bọ cánh cứng trong họ Lucanidae. Loài này được Planet mô tả khoa học năm 1899.